# Pseudodeltaspis cyanea
Pseudodeltaspis cyanea är en skalbaggsart som beskrevs av Linsley 1935. Pseudodeltaspis cyanea ingår i släktet Pseudodeltaspis och familjen långhorningar.
Artens utbredningsområde är Guatemala. Inga underarter finns listade i Catalogue of Life.